# Maria Rosa
Maria Rosa é um filme estadunidense de 1916, do gênero drama, dirigido por Cecil B. DeMille, com roteiro de William C. de Mille baseado na peça teatral Maria Rosa, de Ángel Guimerá, feita por Wallace Gilpatrick e Guido Marburg.

## Sinopse
Preterido por Maria Rosa, que preferiu se casar com Andrés, Ramón consegue mandar o rival para a cadeia por um assassinato que não cometeu e, assim, aproximar-se da amada. Quando esta fica sabendo da trama, esfaqueia Ramón, que, à beira da morte, tem um gesto de arrependimento.